# Le Monteil (Haute-Loire)

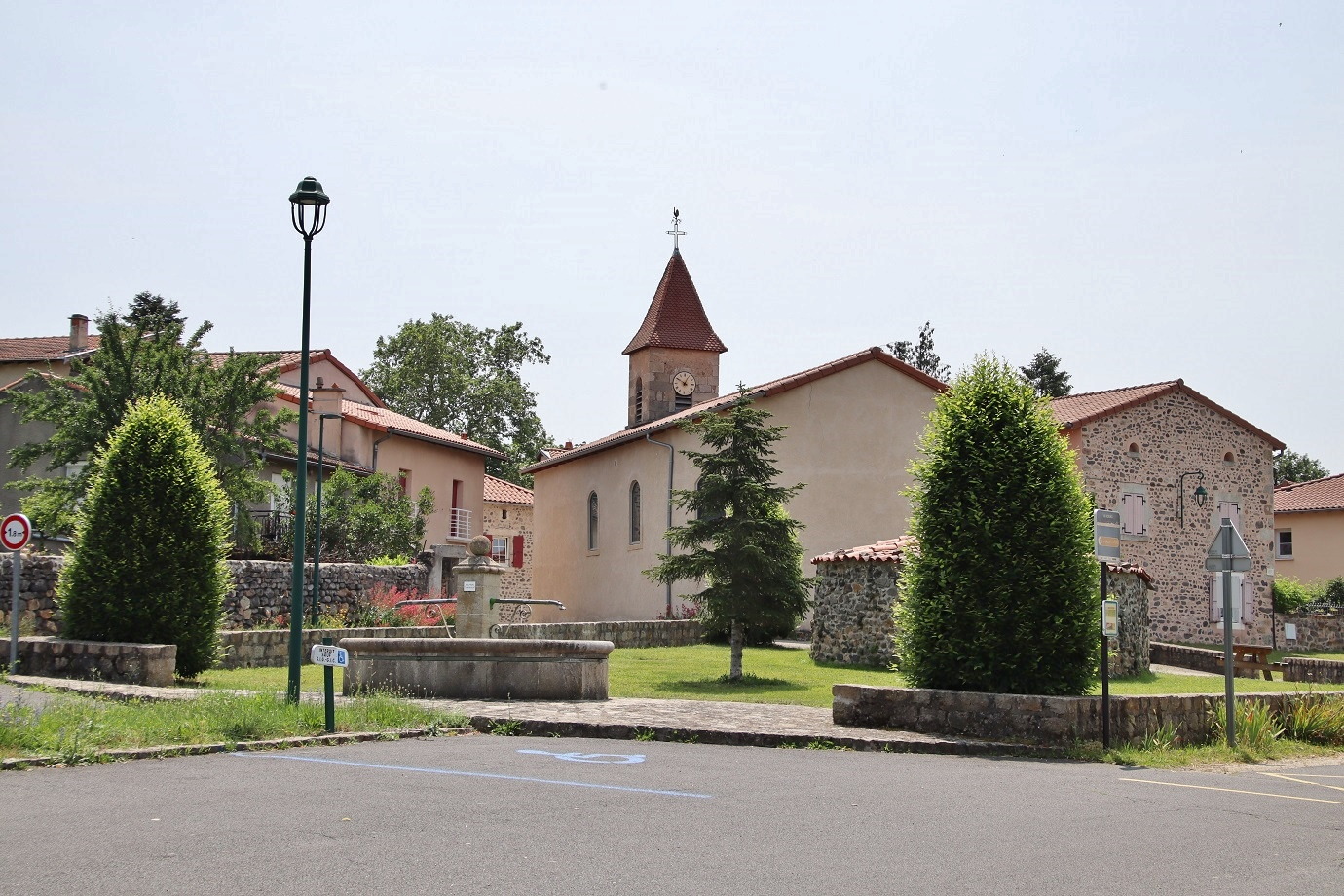
Le Monteil (2023)

Le Monteil ist eine französische Gemeinde mit 677 Einwohnern (Stand 1. Januar 2022) im Département Haute-Loire in der Region Auvergne-Rhône-Alpes (vor 2016 Auvergne); sie gehört zum Arrondissement Le Puy-en-Velay und zum Kanton Le Puy-en-Velay-2.

## Geographie
Le Monteil liegt etwa vier Kilometer nordöstlich von Le Puy-en-Velay an der Loire. Umgeben wird Le Monteil von den Nachbargemeinden Polignac im Norden und Westen, Chaspinhac im Norden und Nordosten, Saint-Germain-Laprade im Osten und Südosten, Brives-Charensac im Süden sowie Chadrac im Westen und Südwesten.

## Bevölkerungsentwicklung
| Jahr                       | 1962 | 1968 | 1975 | 1982 | 1990 | 1999 | 2006 | 2017 |
| Einwohner                  | 234  | 237  | 329  | 446  | 535  | 538  | 564  | 670  |
| Quellen: Cassini und INSEE |      |      |      |      |      |      |      |      |

## Sehenswürdigkeiten
- Kirche Saint-François-Régis aus dem 19. Jahrhundert
- Schloss Durianne aus dem 15. Jahrhundert
- Schloss Elbe aus dem 19. Jahrhundert